# École polytechnique
École polytechnique, pronunție [ekol poli'teknik] (în română Școala Politehnică), supranumită „X”, este cea mai reputată dintre „Grandes écoles scientifiques” din Franța.

## Statut
École Polytechnique este o Grande École, una din cele aproape 200 de astfel de instituții din Franța. Spre deosebire de o universitate, École Polytechnique nu aparține de Ministerul Educației Naționale francez și își selectează candidații printr-un concurs de admitere. Politehnica nu este o academie militară, ci o școală de ingineri cu statut de subofițeri (cu excepția studenților străini), destinată la origine pentru a da Franței înalți funcționari care profesau, în general, în marile corpuri ale Statului francez. Astăzi însă, sub 20% dintre absolvenții de Polytechnique aleg cariera de funcționar sau de funcționar-cercetător, majoritatea - 50% preferând să profeseze în industrie, 20% în sectorul servicii/bănci/asigurări/consultanță, iar circa 10% își continuă studiile printr-o teză de doctorat.
École Polytechnique este considerată cea mai prestigioasă instituție de învățământ științific din Franța. Această reputație este clădită atât pe dificultatea concursului de admitere, cât și pe faptul că o bună parte dintre politehnicieni, odată intrați în sfera profesională, acced la poziții cheie în industrie, afaceri, administrație, management sau chiar politică, perpetuând renumele școlii și justificând sintagma de élite républicaine (elita republicană) asociată absolvențiilor acestei școli.

## Istorie
Fondată în 1794 sub numele de École centrale de travaux publics (Școala centrală de lucrări publice), primește numele actual un an mai târziu. În 1805 Napoleon Bonaparte acordă școlii un statut militar și dispune instalarea acesteia pe colina Saint-Geneviève din Cartierul Latin din Paris. Studenții de naționalitate franceză la Polytechnique au statut de élève officier.
În 1970 școala pierde statutul militar, dobândind un statut civil - însă rămâne sub tutela Ministerului Apărarii francez.
În 1972 este permisă pentru prima dată mixitatea. Șapte fete sunt astfel admise la Polytechnique, beneficiind de acelasi statut ca și băieții.
În 1976 școala este mutată la Palaiseau, Essonne o suburbie situată la circa 20 de km de Paris. Un campus ultramodern de 180 de hectare este construit, conținând clădiri pentru cursuri și administrative, cămine pentru elevi, cadre militare și personalul din campus, facilități sportive demne de un oraș cu 50.000 de locuitori: teren de fotbal, teren de rugby, stadion cu pistă de atletism, un lac artificial pentru a practica sporturi de rame și vâsle, un centru hipic, săli de judo, scrimă, escaladă, 2 piscine, sală de forță etc. Campusul este și astăzi în dezvoltare: 11 cămine noi au fost construite în 2005, un altul este în renovare, iar în prezent se construiește un nou sediu pentru departamentul de economie.

## Învățământ și cercetare la Polytechnique

### Admitere
Există două metode de a fi admis în cycle ingénieur (ciclul inginer) al École Polytechnique.
Metoda clasică este concursul de admitere organizat de școală. Pentru a susține acest examen de admitere absolvenții de liceu urmează o pregătire intensă de 2 sau 3 ani în clasele preparatoare pentru Grandes Écoles (numite pe scurt prépa), instituții de învățământ superior care pregătesc absolvenții de liceu pentru admiterea într-una dintre marile Grandes Écoles. Majoritatea covârșitoare a studenților francezi, dar și mulți studenți străini trec prin aceste școli pregătitoare. Pe lângă concursul de admitere organizat de École Polytechnique, mai există și posibilitatea pentru unii absolvenți de prépa să fie admiși la Polytechnique în urma rezultatelor la alte concursuri, cum ar fi de exemplu banca de probe comună X-Mines. Toți studenții admiși prin una dintre metodele descrise de mai sus, sunt denumiti în general élèves voie 1 sau pe scurt EV1, deși acest nume nu prea este utilizat.
O a doua metodă posibilă, numită voie 2, este adresată în mod special studenților străini. Admiterea se face după două criterii. Primul este preliminar și constă în studiul dosarului candidatului. Dacă dosarul se califică în faza a doua, candidatul este invitat într-unul dintre numeroasele centre de admitere din lume pentru a susține un număr de probe orale. În general aceste probe sunt matematica, fizica și cultură generală științifică, însă formatul este flexibil, deci sunt posibile întrebări și din alte domenii, în funcție de profilul candidatului și proiectul său profesional (adică ceea ce declară ca ar dori să studieze la Polytechnique). Deși nu există o probă de informatică, buna cunoștere a acestei discipline constituie un atu important.
Interogarea se face în limbile engleză, franceză sau ambele în funcție de alegerea candidatului. Necunoașterea limbii franceze nu este penalizată, însă candidatul trebuie să se angajeze că până la data începerii cursurilor va avea un nivel rezonabil de limba franceză. Cursurile la Polytechnique se desfășoară cvasi-exclusiv în această limbă, însă școala are programe speciale de sprijin pentru studenții care nu au un nivel corespunzător de franceză.
Centrele de admitere se găsesc în numeroase țări, inclusiv la București.